# Comitato Olimpico Indiano
Il Comitato Olimpico Nazionale Indiano (noto anche come Indian Olympic Association in inglese o भारतीय ओलंपिक संघ in hindi) è un'organizzazione sportiva indiana, nata nel 1927 a Nuova Delhi, India.
Rappresenta questa nazione presso il Comitato Olimpico Internazionale (CIO) dal 1927 ed ha lo scopo di curare l'organizzazione ed il potenziamento dello sport in India e, in particolare, la preparazione degli atleti indiani, per consentire loro la partecipazione ai Giochi olimpici. L'associazione è, inoltre, membro del Consiglio Olimpico d'Asia.
L'attuale presidente dell'associazione è Suresh Kalmadi, mentre la carica di segretario generale è occupata da Randhir Singh.

## Presidenti
- Sir Dorabji Tata (1927-1928)
- Maharaja Bhupindra Singh (1928-1938)
- Maharaja Yadavindra Singh (1938-1960)
- Raja Bhalindra Singh (1960-1975)
- Air Chief Marshal OP Mehra (1976-1980)
- Raja Bhalindra Singh (1980-1984)
- V.C. Shukla (1984-1987)
- Sivanthi Adityan (1987-1996)
- Suresh Kalmadi (1996-)